# C7H13ClO2
化学式C7H13ClO2（摩尔质量：164.63 g/mol）可能指：
- 氯甲酸正己酯，CAS号：6092-54-2
- 正戊酸氯乙酯，CAS号：66542-51-6

|  | 这个同类索引页列出了具有相同分子式的化学物（即同分異構體）条目。 除非您是有意链接至本页，否则应将相应条目的内部链接指向正确的条目。 |